# Sage Francis
Paul „Sage“ Francis (* 18. November 1976 in Miami, Florida) ist ein US-amerikanischer Hip-Hop-Musiker aus Providence, Rhode Island.

## Musikalischer Werdegang
Vor seiner Karriere als MC war Sage Francis als Slam-Poet bekannt. In den späten 1990ern nahm er seine erste Demokassette (1996) auf, war Frontmann der mittlerweile aufgelösten Hip-Hop-Band Art Official Intelligence und war Moderator der wöchentlichen Radiosendung True School Sessions beim nichtkommerziellen regionalen Radiosender WRIU.
Er gründete zusammen mit dem Produzent Joe Beats die Gruppe Non-Prophets. Diese veröffentlicht, vor dem Release des Debütalbums 2003, zwei 12" (Drop Bass/Bounce/I Keep Callin, Emerge Records, 1999 und All Word No Play/Majority Rule/Whore Monger Sing-Along, Emerge Music, 2000). Die erste Langspielplatte Hope (Lex Records) folgt im Jahr 2003. Als Freestyle-Rapper gewann Sage Francis 2000 den „Scribble Jam“ und trat im Jahre 2001 unter dem Pseudonym Xaul Zan nochmals an.
Er arbeitet oft mit anderen Künstlern der US-amerikanischen Untergrund Hip-Hop-Szene wie Slug, dem mittlerweile verstorbenem Eyedea, Daddy Kev und dem Anticon-Kollektiv. Es besteht zudem eine lose Verbindung zu The Orphanage. Weiterhin kollaborierte er mit dem britischen Rapper Scroobius Pip, auf dessen Label Speech Development Records Francis’ Album Copper Gone in Großbritannien erschien.
Einer seiner bekanntesten Titel ist Makeshift Patriot, ein Kommentar zu den US-amerikanischen Medien, einen Monat nach den Anschlägen des 11. September, welchen er sowohl als MP3-Datei im Internet veröffentlichte, als auch auf einer limitierten 7"-Single. Sage Francis wurde zum ersten Hip-Hop-Künstler, der bei einer Punk-Plattenfirma veröffentlichte, als er 2003 den Vertrag mit Epitaph Records unterschrieb, welcher drei Alben umfasste.
Sein Album Li(f)e erschien 2010 bei ANTI-Records, einem Sublabel von Epitaph. Durch die Mitwirkung verschiedener Songwriter ohne Hip-Hop-Bezug wie Jason Lytle von Grandaddy, Chris Walla von Death Cab for Cutie und Mark Linkous von Sparklehorse finden sich eine Reihe von Pop-, Rock- und Country-Anleihen in den neuen Songs.
Neben seinen Studioalben erschien eine ganze Reihe an Mixtapes, die meist ein „sick of…“ oder ähnliches im Titel beinhalten.

## Diskografie

### Studioalben
- 2002: Personal Journals (Anticon)
- 2005: A Healthy Distrust (Epitaph Records)
- 2007: Human the Death Dance (Epitaph Records)
- 2010: Li(f)e (Anti)
- 2014: Copper Gone (Strange Famous Records)

### Mixtapes
- 1999: Sick of Waiting...
- 2000: Still Sick… Urine Trouble (Strange Famous Records)
- 2000: Sick of Waiting Tables (Strange Famous Records)
- 2001: The Known Unsoldier “Sick Of Waging War…” (Strange Famous Records)
- 2004: Sickly Business (Strange Famous Records)
- 2005: Still Sickly Business (Strange Famous Records)
- 2009: Sick of Wasting (Strange Famous Records)
- 2013: Sick to D(eat)h (Strange Famous Records)

### Livealben
- 2004: Dead Poet Live Album (Strange Famous Records)
- 2005: Road Tested (2003–2005) (Strange Famous Records)

### Non-Prophets
- 2003: Hope (Lex Records)